# Goethe (vonat)
A Goethe egy nemzetközi vonat volt, mely 1970. május 31-én indult és 2007. június 10-ig közlekedett (ekkor már csak mint EuroCity) Paris Est és Frankfurt Hauptbahnhof között. A járatot az SNCF és a Deutsche Bundesbahn (később a Deutsche Bahn) üzemeltette. Nevét Johann Wolfgang von Goethe német íróról és költőről kapta, aki Frankfurt am Mainban született és élt.

## Története
A járat mint Trans-Europ-Express (TEE) indult 1970-ben, csak első osztályú kocsikkal közlekedett, és egészen 1975-ig tartozott ebbe a kategóriába. 1975 után egy névtelen expresszvonattá fokozták le, mely már másodosztályú kocsikat is továbbított.
1979. május 27-én ismét változás következett, a járat már Dortmund Hauptbahnhofig közlekedett ismét, mint csak első osztályú kocsikból álló TEE vonat. 1983 május 29-én újra lefokozták InterCity vonattá. A Goethe nevet 1985. június 1-ig viselte.
1987. május 31-én integrálták az új EuroCity hálózatba EC 56/57 járatszámokon és 1997 és 1999 között az útvonalát egészen Prágáig meghosszabbították.
Miután 2007-ben megszűnt, helyét a ICE 3 nagysebességű vonatok vették át, ám már jóval rövidebb útvonalon.

## Szerelvény
A szerelvényt Franciaországban Párizs és Metz között az SNCF BB 16000 sorozat vontatta 1972-ig. Ezután pedig az SNCF BB 15000 sorozatú villamos mozdonyok. Metztől Németországig majd Németországon belül a DB 181 sorozatú villamos mozdony továbbította a szerelvényt. A rozsdamentes acélból készült INOX-DEV kocsikat a Francia Államvasút (SNCF) biztosította.

## Menetrend

### Goethe I.
| TEE 50 | Ország        | Állomás           | km  | TEE 51 |
| ------ | ------------- | ----------------- | --- | ------ |
| 07:00  | Németország   | Frankfurt am Main | 0   | 22:59  |
| 07:48  | Németország   | Mannheim          | 81  | 22:11  |
| 08:28  | Németország   | Kaiserslautern    | 142 | 21:31  |
| 09:05  | Németország   | Saarbrücken       | 209 | 20:54  |
| 09:16  | Franciaország | Forbach Lorraine  | 219 | 20:44  |
| 09:59  | Franciaország | Metz              | 289 | 20:05  |
| 12:44  | Franciaország | Paris Est         | 643 | 17:15  |

### Goethe II.
| TEE 25 | Ország      | Állomás           | km  | TEE 24 |
| ------ | ----------- | ----------------- | --- | ------ |
| 05:34  | Németország | Dortmund Hbf      | 0   | 20:22  |
| 05:56  | Németország | Essen Hbf         | 34  | 20:01  |
| 06:08  | Németország | Duisburg Hbf      | 54  | 19:50  |
| 06:23  | Németország | Düsseldorf Hbf    | 77  | 19:37  |
| 06:49  | Németország | Colonia Hbf       | 117 | 19:13  |
| 07:08  | Németország | Bonn Hbf          | 151 | 18:51  |
| 07:41  | Németország | Koblenz           | 210 | 18:19  |
| 08:32  | Németország | Mainz             | 302 | 17:29  |
| 08:56  | Németország | Frankfurt am Main | 340 | 17:05  |